# La Chambre de la reine
La Chambre de la reine est un roman historique de Juliette Benzoni paru en 1997 chez Plon. Il constitue le premier volet de la série Secret d'État.

## Histoire
"La Chambre de la Reine" de Juliette Benzoni est un roman historique qui plonge les lecteurs dans l'univers de la Cour de France au XVIe siècle. L'histoire suit les aventures de la jeune Catherine, une modeste couturière devenue demoiselle de compagnie de la reine Catherine de Médicis. À travers les intrigues de la Cour, les complots et les passions amoureuses, Catherine découvre les secrets et les dangers qui entourent la royauté. Entre amour, trahison et ambition, elle devra naviguer avec prudence pour préserver sa vie et ses sentiments.